# Galina Murašova
Galina Murašova (Vilnius, 22 dicembre 1955) è un'ex discobola sovietica.

## Record nazionali
Galina Murašova ha stabilito vari record lituani:
- Lancio del disco 72,14 m ( Praga, 17 agosto 1984)

## Palmarès
| Anno | Manifestazione | Sede     | Evento           | Risultato | Misura  | Note |
| ---- | -------------- | -------- | ---------------- | --------- | ------- | ---- |
| 1980 | Olimpiadi      | Mosca    | Lancio del disco | 7ª        | 63,84 m |      |
| 1982 | Europei        | Atene    | Lancio del disco | 6ª        | 65,30 m |      |
| 1983 | Mondiali       | Helsinki | Lancio del disco | Argento   | 67,44 m |      |
| 1988 | Olimpiadi      | Seul     | Lancio del disco | 12ª       | nm      |      |